# Autofellatio

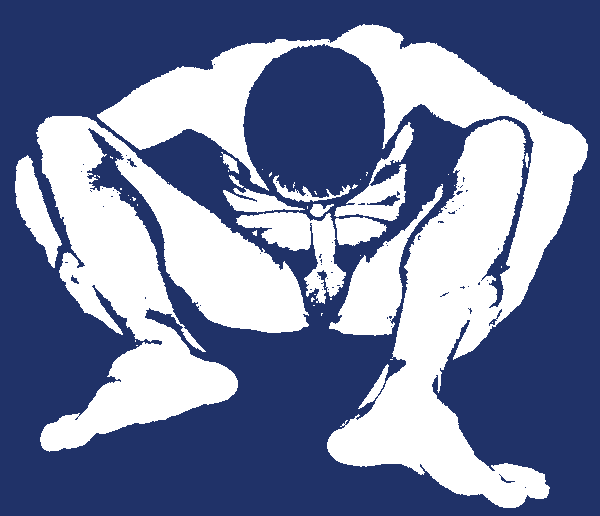
Autofellatio.

Autofellatio, mannens fellatio på sig själv. En liten andel män, enligt Kinseyrapporten en procent, är utrustade med tillräckligt lång penis och/eller vighet för att kunna utföra autofellatio, det vill säga att vardagligt uttryckt "suga av sig själv". 
Den beteendevetenskapliga forskningen kring autofellatio koncentrerade sig tidigare på fenomenet som ett problem, inte en sexuell variation.
I populärkulturen förekommer autofellatio i öppningsscenen i filmen Shortbus.

## Kända utövare
- Danny Hunter
- Ron Jeremy
- Scott O'Hara